# エーミール・ツッカーカンドル

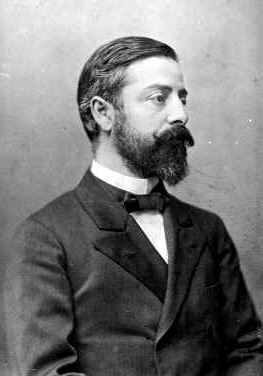
エーミール・ツッカーカンドル

エーミール・ツッカーカンドル（Emil Zuckerkandl, 1849年9月18日 ジェール - 1910年5月28日 ウィーン）はハンガリー（当時のオーストリア帝国）出身のオーストリアの解剖学者、医師。1882年からグラーツ大学、1888年からウィーン大学で解剖学の教授を務めた。
ツッカーカンドル（ツッケルカンドル）の名を冠した静脈、咽頭扁桃腺、大脳回転や後腹膜外クローム嗜好性小体などがあり、これが解剖学上の諸発見である。